# Tisma chopardi
Tisma chopardi es una especie de mantis de la familia Mantidae.

## Distribución geográfica
Se encuentra en Madagascar.